# Mieczysław Adamczyk
Mieczysław Adamczyk (ur. 5 sierpnia 1938 w Siesławicach) – polski historyk, założyciel i rektor Wszechnicy Świętokrzyskiej w Kielcach.

## Życiorys
W 1959 roku ukończył Liceum Pedagogiczne w Busku-Zdroju. W latach 1963–1967 odbył studia z zakresu historii w Wyższej Szkole Pedagogicznej w Opolu. Na Uniwersytecie Warszawskim doktoryzował się (1974) i uzyskał stopień naukowy doktora habilitowanego (1988).
W latach 60. był nauczycielem w szkołach podstawowych w Porąbkach i Niwach. Od 1966 do 1971 pracował w liceum ogólnokształcącym w Łopusznie. W pierwszej połowie lat 70. był nauczycielem w Wyższej Szkole Inżynierskiej w Kielcach. Od 1975 do 1988 zatrudniony był w Instytucie Kształcenia Nauczycieli w tym mieście. W 1988 roku podjął pracę w Wyższej Szkole Pedagogicznej w Kielcach, przekształconej następnie w Akademię Świętokrzyską. Na AŚ związany był z Instytutem Bibliotekoznawstwa i Dziennikarstwa. W 1994 roku założył w Kielcach Wszechnicę Świętokrzyską i został jej pierwszym rektorem. W latach 2010–2013 pełnił funkcję prezydenta uczelni, następnie powrócił na stanowisko rektora.
Specjalizuje się w dziejach prasy Kielecczyzny oraz historii tego regionu. Autor publikacji w m.in. „Kwartalniku Historii Prasy”, „Zeszytach Prasoznawczych”, „Roczniku Biblioteki Narodowej”, „Kulturze i Społeczeństwie”, „Przeglądzie Humanistycznym” i „Roczniku Muzeum Narodowego w Kielcach”. W latach 1985–1990 był członkiem Komisji Historii Prasy przy Komitecie Nauk Historycznych PAN. Został odznaczony m.in. Złotym i Srebrnym Krzyżem Zasługi oraz Medalem Komisji Edukacji Narodowej.

## Publikacje
- Kieleckie czasopiśmiennictwo konspiracyjne 1939–1945. Noty bibliograficzne, Kielce 1976
- Prasa konspiracyjna na Kielecczyźnie w latach 1939–1945, Kraków 1982
- Prasa Kielecczyzny – tradycje i współczesność, Warszawa 1987
- Cztery epoki prasy Kielecczyzny 1811–1956, Kraków 1991
- Prasa Kielecczyzny w latach 1811–1989. Bibliografia, t. 1, Kielce 1995 (współautor Jolanta Dzieniakowska)
- Prasa Kielecczyzny w latach 1811–1989. Bibliografia, t. 2, Kielce 1996 (współautor Jolanta Dzieniakowska)
- Prasa Kielecczyzny w latach 1990–1997. Bibliografia, Kielce 1998 (współautor Jolanta Dzieniakowska)
- Ludzie prasy Kielecczyzny w XIX i XX wieku. Indeks biograficzny, Kielce 2000 (współautor Jolanta Dzieniakowska)
- Polska prasa niezależna (1976–1990). Bibliografia, katalog, Kielce 2008 (współautor Janusz Gmitruk)